# Eurylabus torvus
Eurylabus torvus là một loài tò vò trong họ Ichneumonidae.